# Benito Pérez Galdós

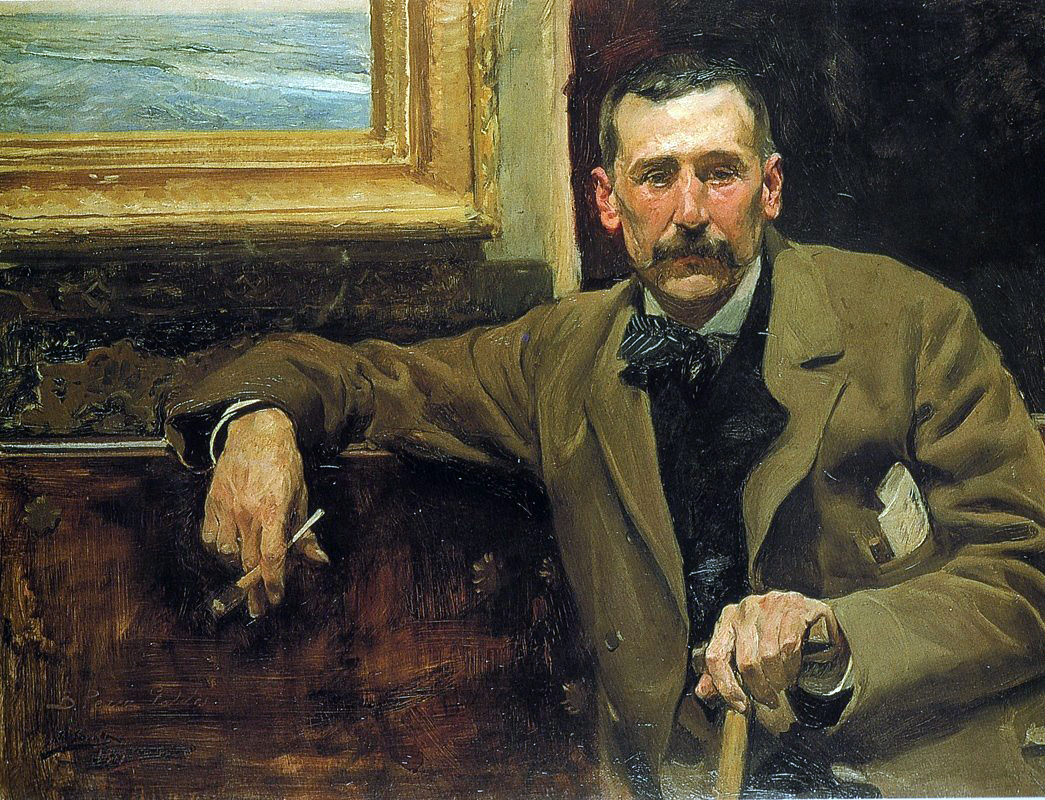
Portretul lui Benito Pérez Galdós (1894) pictat de Joaquín Sorolla

Benito Pérez Galdós (n. 10 mai 1843, Las Palmas de Gran Canaria, Las Palmas, Spania – d. 4 ianuarie 1920, Gaztambide⁠(d), Noua Castilie⁠(d), Spania) a fost un scriitor spaniol.
În anii 1870 a început un ciclu de nuvele istorice, Episoade Naționale (1873-1912) datorită cărora a fost comparat cu Honore de Balzac și Charles Dickens.
Capodopera sa este seria de 46 de romane istorice grupate sub titlul Episodios nacionales (în română Episoade naționale).